# Dhirendra del Nepal
Dhirendra Bir Bikram Shah Dev (Katmandu, 4 gennaio 1950 – Chhauni, 1º giugno 2001) è stato principe del Nepal.

## Biografia

### Infanzia
Sua madre Indra morì a causa di complicazioni alla nascita.
Ha studiato con i suoi fratelli Birendra e Gyanendra al St. Joseph's College, Darjeeling, India; e nel 1969 si laureò alla Università Tribhuvan, Katmandu.
Il principe Dhirendra è stato spesso descritto come il "ribelle" tra i figli di Mahendra. È stato descritto come amante del divertimento, generoso e gentile. Quando era a scuola, era molto interessato al teatro. Anche il principe Dhirendra era molto interessato allo sport. Aveva una cintura nera (2 Dan) in Judo dal Kodokan Judo Institute, Giappone. Era anche un capo scout del Nepal e mecenate del National Sports Council. Nel 1987 è stato presidente della National Youth Services Foundation. Nel 1974 rappresentò il re all'incoronazione del re bhutanese Jigme Singye Wangchuck.
Il principe Dhirendra ha rinunciato al titolo di principe e allo stile di Sua Altezza Reale a causa della sua relazione con uno straniero nel dicembre 1987. Successivamente ha vissuto in Inghilterra fino al suo ritorno in Nepal nel 1998.

### Matrimonio
Il 13 maggio 1973 sposò Prekshya Rajya Lakshmi Devi (sua cugina di secondo grado). Che divorziò da lei per sposare una donna nepalese, Jaya Shah Pandey, figlia di Bidhi Raj Pandey, il 22 aprile 1987 (ebbero una figlia). E che divorziò da lei per sposare una donna britannica, Shirley Greaney (n. 1960 in Canada) nel 1991 (ebbero una figlia).
Presente alla cena del massacro reale dove trovò la morte il 1º giugno 2001, durante una delle sue rare visite al paese.

## Discendenza
Dhirendra e sua moglie Prekshya Rajya Lakshmi Devi ebbero tre figlie:
1. Principessa Puja (1977 – vivente; 44 anni), si sposò con il dottor capitano Rajiv Shahi ed ebbe figli;
2. Principessa Dilasha (11 maggio 1979 – vivente; 42 anni), si sposò con Kumar  Adarsha Bikram Rana ed ebbe figli;
3. Principessa Sitashma (1981 – vivente; 40 anni), si sposò con Abinesh Shah[1] (1975-2008) ed ebbe figli;

## Ascendenza
|                                                                      |                                                                |                                                               | Genitori       |  |  | Nonni |  |  | Bisnonni                                      |  |  | Trisnonni                                |  |
|                                                                      |                                                                |                                                               |                |  |  |       |  |  | Prithvi Prithvi Bir Bikram Shah, re del Nepal |  |  | Trailokya, Principe ereditario del Nepal |  |
|                                                                      |                                                                |                                                               |                |  |  |       |  |  | Prithvi Prithvi Bir Bikram Shah, re del Nepal |  |  | Trailokya, Principe ereditario del Nepal |  |
|                                                                      |                                                                | Lalit Rajya Lakshmi Devi                                      |                |  |  |       |  |  | Prithvi Prithvi Bir Bikram Shah, re del Nepal |  |  |                                          |  |
| Tribhuvan Bir Bikram Shah Dev, re del Nepal                          |                                                                |                                                               |                |  |  |       |  |  | Prithvi Prithvi Bir Bikram Shah, re del Nepal |  |  |                                          |  |
|                                                                      |                                                                | Divyeshwari Rajya Lakshmi Devi, principessa Rajput del Punjab | …              |  |  |       |  |  |                                               |  |  |                                          |  |
|                                                                      |                                                                | Divyeshwari Rajya Lakshmi Devi, principessa Rajput del Punjab | …              |  |  |       |  |  |                                               |  |  |                                          |  |
|                                                                      |                                                                | Divyeshwari Rajya Lakshmi Devi, principessa Rajput del Punjab | …              |  |  |       |  |  |                                               |  |  |                                          |  |
| Mahendra Bir Bikram Shah Dev, re del Nepal                           |                                                                | Divyeshwari Rajya Lakshmi Devi, principessa Rajput del Punjab |                |  |  |       |  |  |                                               |  |  |                                          |  |
|                                                                      |                                                                | Arjan Singh Sahib, Raja di Chhatara, Barhgaon e Oudh          | …              |  |  |       |  |  |                                               |  |  |                                          |  |
|                                                                      |                                                                | Arjan Singh Sahib, Raja di Chhatara, Barhgaon e Oudh          | …              |  |  |       |  |  |                                               |  |  |                                          |  |
|                                                                      |                                                                | Arjan Singh Sahib, Raja di Chhatara, Barhgaon e Oudh          | …              |  |  |       |  |  |                                               |  |  |                                          |  |
| Kanti Rajya Lakshmi Devi                                             |                                                                | Arjan Singh Sahib, Raja di Chhatara, Barhgaon e Oudh          |                |  |  |       |  |  |                                               |  |  |                                          |  |
|                                                                      |                                                                | Krishnavati Devi Sahiba                                       | …              |  |  |       |  |  |                                               |  |  |                                          |  |
|                                                                      |                                                                | Krishnavati Devi Sahiba                                       | …              |  |  |       |  |  |                                               |  |  |                                          |  |
|                                                                      |                                                                | Krishnavati Devi Sahiba                                       | …              |  |  |       |  |  |                                               |  |  |                                          |  |
| Dhirendra del Nepal                                                  |                                                                | Krishnavati Devi Sahiba                                       |                |  |  |       |  |  |                                               |  |  |                                          |  |
|                                                                      | Juddha Shamsher Jang Bahadur Rana, Maragià di Lambjang e Kaski | Dhir Shamsher Jang Bahadur Rana, Maragià di Lambjang e Kaski  |                |  |  |       |  |  |                                               |  |  |                                          |  |
|                                                                      | Juddha Shamsher Jang Bahadur Rana, Maragià di Lambjang e Kaski | Dhir Shamsher Jang Bahadur Rana, Maragià di Lambjang e Kaski  |                |  |  |       |  |  |                                               |  |  |                                          |  |
|                                                                      | Juddha Shamsher Jang Bahadur Rana, Maragià di Lambjang e Kaski | Juhar Kumari Devi                                             |                |  |  |       |  |  |                                               |  |  |                                          |  |
| Hari Shamsher Jang Bahadur Rana, Maragià di Lambjang e Kaski         | Juddha Shamsher Jang Bahadur Rana, Maragià di Lambjang e Kaski |                                                               |                |  |  |       |  |  |                                               |  |  |                                          |  |
|                                                                      |                                                                | Jetha Bada Maharani Padma Kumari, degli Shah di Gulmi         | N. Bikram Shah |  |  |       |  |  |                                               |  |  |                                          |  |
|                                                                      |                                                                | Jetha Bada Maharani Padma Kumari, degli Shah di Gulmi         | N. Bikram Shah |  |  |       |  |  |                                               |  |  |                                          |  |
|                                                                      |                                                                | Jetha Bada Maharani Padma Kumari, degli Shah di Gulmi         | …              |  |  |       |  |  |                                               |  |  |                                          |  |
| Indra Rajya Lakshmi Devi, della Casa dei Rana                        |                                                                | Jetha Bada Maharani Padma Kumari, degli Shah di Gulmi         |                |  |  |       |  |  |                                               |  |  |                                          |  |
|                                                                      |                                                                | N. Bikram Shah                                                | N. Bikram Shah |  |  |       |  |  |                                               |  |  |                                          |  |
|                                                                      |                                                                | N. Bikram Shah                                                | N. Bikram Shah |  |  |       |  |  |                                               |  |  |                                          |  |
|                                                                      |                                                                | N. Bikram Shah                                                | …              |  |  |       |  |  |                                               |  |  |                                          |  |
| Megha Kumari Rajya Lakshmi, sorella del colonnello Mohan Bikram Shah |                                                                | N. Bikram Shah                                                |                |  |  |       |  |  |                                               |  |  |                                          |  |
|                                                                      |                                                                | …                                                             | …              |  |  |       |  |  |                                               |  |  |                                          |  |
|                                                                      |                                                                | …                                                             | …              |  |  |       |  |  |                                               |  |  |                                          |  |
|                                                                      |                                                                | …                                                             | …              |  |  |       |  |  |                                               |  |  |                                          |  |
|                                                                      |                                                                | …                                                             |                |  |  |       |  |  |                                               |  |  |                                          |  |